# Jamské pleso
Jamské pleso je horské jezero v limbovém háji západně od Štrbského plesa ve Vysokých Tatrách na Slovensku, v nadmořské výšce 1447 m. Jeho plocha je asi 0,68 ha a maximální hloubka 4,3 m. Je 150 m dlouhé a 70 m široké. Nachází se ve Važecké dolině ve Vysokých Tatrách na Slovensku při Tatranské magistrále pod předvrcholem hory Jamy, po kterém nese i název.

## Okolí
Na východním břehu si známý organizátor slovenské turistiky a člen dobrovolné horské záchranné služby Gustáv Nedobrý (1893–1966) postavil soukromou chatu s tehdejším názvem Krivánska chata která v roce 1943 vyhořela. Zachované hospodářské budovy spálila v roce 1944 ustupující německá vojska. Na památku hrdinů SNP při západním břehu plesa správa TANAPu vysadila limbový háj. Severozápadně od plesa se tyčí kosodřevinou porostlý vrchol Jamy. (1572 m n. m.)

## Vodní režim
Pleso nemá žádný povrchový přítok ani odtok. Voda odtéká pod povrchem do zdrojnic Bieleho Váhu především potoka Mlyničná voda. Rozměry jezera v průběhu času zachycuje tabulka:
| Rok       | Měření prováděl   | Rozloha ha | Délka m | Šířka m | Hloubka max.m | Objem m³ |
| --------- | ----------------- | ---------- | ------- | ------- | ------------- | -------- |
| před 1956 | [ 2 ]             | 0,50       | [ 2 ]   | [ 2 ]   | 5             | [ 2 ]    |
| 1961–67   | pracovníci TANAPu | 0,690      | 150     | 70      | 4,2           | [ 2 ]    |
| 2005      | Gregor, Pacl      | 0,6830     | [ 2 ]   | [ 2 ]   | 4,3           | 10 580   |

## Přístup
- Po červené turistické značce, Tatranské magistrále, která vede podél severního a západního břehu
  - z rozcestí Tri studničky (4,4 km)[4]
  - z rozcestí Štrbského plesa (4,3 km)[4]
- Po modré turistické značce z Jamrichova rozcestí, která dále pokračuje na Kriváň.